# Hanseman jezici
Hanseman jezici, podskupina od 19 transnovogvinejskih jezika koja čini dio šire skupine croisilles, a govore se na području Papue Nove Gvineje.
Predstavnici su: bagupi [bpi], 50 (2000 S. Wurm); baimak [bmx], 650 (2003 SIL); gal [gap], 340 (2003 SIL); garus [gyb], 2.650 (2003 SIL); matepi [mqe], 280 (2003 SIL); mawan [mcz], 470 (2003 SIL); mosimo [mqv], 50 (2000 S. Wurm); murupi [mqw], 300 (Wurm and Hattori 1981); nake [nbk], 170 (Wurm and Hattori 1981); nobonob [gaw], 5.000 (2005 popis); rapting [rpt], 330 (Wurm and Hattori 1981); rempi [rmp], 1.590 (2003 SIL); samosa [swm], 90 (2000 S. Wurm); saruga [sra], 130 (Wurm and Hattori 1981); silopi [xsp], 180 (2003 SIL); utu [utu], 580 (Wurm and Hattori 1981); wagi [fad], 3.380 (2003 SIL); wamas [wmc], 220 (2000); yoidik [ydk], 770 (2003 SIL).

## Vanjske poveznice
- Ethnologue (14th)
- Ethnologue (15th)